# Бордон 3-й
Бордон 3-й (якут. Үһүс Бордоҥ) — село в Сунтарском улусе Якутии России. Входит в состав Эльгяйского наслега. Население — 1 чел. (2021), большинство — якуты .

## География
Село находится в юго-западной части Якутии, в среднем течении реки Вилюй, в левобережной части речной долины.
Географическое положение
Расстояние до улусного центра — села Сунтар — 80 км, до центра наслега — села Эльгяй — 30 км..
Климат
Климат характеризуется как резко континентальный. Средняя температура воздуха самого тёплого месяца (июля) составляет 17-18 °C; самого холодного (января) — −34 − −50 °C. Среднегодовое количество атмосферных осадков составляет 250—300 мм.

## История
Согласно Закону Республики Саха (Якутия) от 30 ноября 2004 года N 173-З N 353-III село вошло в образованное муниципальное образование Эльгяйский наслег.

## Население
| 2002 | 2010 | 2021 |
| ---- | ---- | ---- |
| 4    | ↗5   | ↘1   |

Национальный состав
Согласно результатам переписи 2002 года, в национальной структуре населения якуты составляли 100 % от общей численности населения в 4 чел..

## Инфраструктура
Животноводство.

## Транспорт
Речной транспорт.